# Oliver Wendell Holmes House
Das Oliver Wendell Holmes House ist das ehemalige Wohnhaus des amerikanischen Richters Oliver Wendell Holmes, Jr. in Beverly, Massachusetts, das er von 1909 bis zu seinem Tod als Sommerfrische nutzte. Es wurde 1972 als National Historic Landmark in das National Register of Historic Places eingetragen. Das Gebäude befindet sich in Privatbesitz und ist nicht öffentlich zugänglich.

## Beschreibung
Das Haus steht an einem Hang mit direktem Blick auf die Atlantikküste. Obwohl das Grundstück auf über 70 m Länge an die Straße grenzt, ist das zurückgesetzte Gebäude hinter Büschen und Bäumen nur teilweise zu erkennen. Das zu einem unbekannten Zeitpunkt zwischen 1875 und 1880 im viktorianischen Stil errichtete Haus ist mit Holzbrettern verkleidet und das Dach mit Schindeln gedeckt. Das Satteldach wird von drei hohen Schornsteinen durchbrochen.

## Historische Bedeutung
Das Gebäude ist eng mit Oliver Wendell Holmes, Jr. verbunden. Er nutzte es von 1900 bis zu seinem Tod 1935 für die Sommermonate von Juni bis Oktober. Seine Frau hatte eine Vorliebe für Blumen und unterhielt auf dem Grundstück Beete mit Rosen, Blumenrohr, Petunien und Ringelblumen. 1909 erwarb er das Haus von Abbie Marschall, der Witwe des ersten Eigentümers und Architekten des Hauses. Die Einwohner der Stadt sahen ihn als einen von ihnen an. Neben seinen beruflichen Verpflichtungen, die Holmes in Beverly wahrnahm, fand er auch Zeit für Besuche von Freunden wie Louis Brandeis, Frederick Pollock, Charles Evans Hughes und Henry Cabot Lodge senior. 1915 traf er dort auf Harold Laski und begann die heute noch bekannte Briefkorrespondenz mit ihm, die erst mit Holmes’ Tod endete.